# Xã Independence, Quận Saline, Illinois
Xã Independence (tiếng Anh: Independence Township) là một xã thuộc quận Saline, tiểu bang Illinois, Hoa Kỳ. Năm 2010, dân số của xã này là 1.118 người.